# Гомес, Гумерсиндо
Гумерси́ндо Го́мес (исп. Gumercindo Gómez; 21 января 1907, Боливия — 31 января 1980, Боливия) — боливийский футболист, нападающий, участник чемпионата мира 1930 года.

## Карьера

### Клубная
Гумерсиндо Гомес выступал за клуб «Оруро Ройяль».

### В сборной
Гомес сыграл всего один матч за сборную. Это была встреча со сборной Югославии на чемпионате мира 1930 года. Матч был проигран со счётом 0:4. В столкновении с югославским защитником Милутином Ивковичем Гомес получил травму и покинул поле со сломанной ногой.